# Aeroporto di Omsk
L'Aeroporto di Omsk (IATA: OMS, ICAO: UNOO) è situato vicino alla capoluogo della regione omonima Oblast' di Omsk, nella parte sud-occidentale della Siberia, in Russia. L'aeroporto è chiamato anche Central'nyj (in italiano: Centrale), oppure Aeroporto Internazionale Omsk-Central'nyj (in italiano: Aeroporto Omsk-Centrale, in russo Международный Аэропорт Омск-Центральный).

## Cronologia
anni venti
- 17 maggio 1929; partenza del primo Fokker C-4 delle Poste Sovietiche per Novosibirsk. Arrivo del primo Fokker C.IV da Omsk, proveniente da Irkutsk.
- Fine maggio 1929: arrivo a Omsk dei primi aerei Fokker C.IV della compagnia aerea sovietica Dobrolet.

anni trenta
- Introduzione degli aerei P-5, АNT-9, K-5, Polikarpov Po-5.
- 1934: formazione della Divisione dell'Aviazione Civile per il trasporto dei passeggeri ad Omsk.

anni quaranta
- Manutenzione tecnica e riparazione dei 117 bombardieri DB-3F prodotti a Komsomol'sk-na-Amure.

Anni cinquanta
- Ampliamento dell'aeroporto. Aggiunta del vicino complesso alberghiero.
- Apertura di un nuovo terminal delle linee aeree sovietiche.
- Arrivo dei primi jet sovietici Tupolev Tu-104.

anni sessanta
- L'aeroporto di Omsk diventa ufficialmente civile.
- Apertura della nuova pista.

anni settanta
- 1972: ampliamento del terminal dell'aeroporto.
- 1976: creazione dell'Aeroflot-Omsk con arrivo degli aerei Antonov An-24, Tupolev Tu-154.

anni ottanta
- Massimo sviluppo nella sua storia: atterraggio di fino a 100 aerei al giorno.

anni novanta
- 1997: Apertura del terminal internazionale.

### Dal 2000
- 2001: Installazione dei sistemi di radiolocazione e della navigazione satellitare all'aeroporto.
- 2005: Fine dei lavori dell'ampliamento della pista e ristrutturazione del terminal.
- 2006: Certificazione dell'aeroporto per la manutenzione degli aerei Airbus A320, Airbus A319, Boeing 737, Tupolev Tu-204, Tupolev Tu-214, ATR-42, Sukhoi Superjet 100.
- 2009: 17 maggio 2009 - 80 anni dell'aeroporto di Omsk.[4]
- Nel periodo gennaio - giugno 2010 all'aeroporto di Omsk sono stati trasportati 139.000 passeggeri, il 33% in più rispetto allo stesso periodo del 2009.[5]

## Dati tecnici
L'aeroporto di Omsk è dotato attualmente di due piste (2007): la pista attiva, dotata del sistema PAPI, ha una lunghezza di 2.500 m ed una larghezza di 45 m.
La lunghezza della pista terrata non attiva è di 2.800 m (per una larghezza 100 m).
L'aeroporto è stato equipaggiato per la manutenzione, l'atterraggio ed il decollo degli aerei Tupolev Tu-134, Tupolev Tu-154, Ilyushin Il-76, Antonov An-12, Antonov An-24, Antonov An-26, Antonov An-30, Antonov An-74, Yakovlev Yak-40, Yakovlev Yak-42, BAE-125, Ilyushin Il-18, Ilyushin Il-62 (in casi eccezionali), Tupolev Tu-204, Tupolev Tu-214, Boeing 737-100/200/300/400/500, Boeing 757, ATR-42, Sukhoi Superjet 100, Airbus A320, Airbus A319-100/200, Pilatus PC-12 come anche di elicotteri di tutti tipi.
Il peso massimo dei velivoli al decollo è di 190 t.
Attualmente l'aeroporto di Omsk è aperto 24 ore al giorno per i voli charter, cargo, i voli di linea e VIP nazionali ed internazionali.

## Dati meteorologici
Le condizioni climatiche della regione ad ovest della Siberia sono difficili, dato che le temperature oscillano tra i -35 °C e i +35 °C;
fra gennaio e febbraio 2011 sono arrivate a -45 °C

## L'aeroporto
L'aeroporto di Omsk-Centralnyj è uno dei maggiori scali aeroportuali civili della Russia. La città di Omsk era una volta la maggiore della Siberia grazie agli sviluppi portati dalla Ferrovia Transiberiana; attualmente è la seconda città come importanza e detiene comunque una posizione altamente strategica sulla linea aerea che collega la parte europea e la parte asiatica della Russia. L'aeroporto occupava nel 2006 il 27º posto nel trasporto aereo nazionale russo ed il 24° nel trasporto aereo internazionale della Russia.

## Strategia
Attualmente (2007) si svolge l'ampliamento del terminal dell'aeroporto. È previsto il raddoppio delle capacità dell'aeroporto con un ammodernamento delle zone arrivi/partenze e con la costruzione di un Terminal VIP per i voli business e per le delegazioni ufficiali.
Lo sviluppo dell'aeroporto è collegato anche alla crescita dei voli internazionali e a quella degli utenti che risiedono nella parte settentrionale del Kazakistan.
Nel luglio del 2010 all'aeroporto sono iniziati i lavori di riqualificazione del parcheggio degli aerei per poter ospitare fino a 4 aerei Airbus A320/A321 in più contemporaneamente. La nuova area dei parcheggi di circa 50 000 m² dovrebbe entrare in funzione alla fine del 2010.
Nell'agosto 2010 il Terminal Internazionale dell'aeroporto è stato chiuso per la ricostruzione per aumentare la sua capacità. Tutti i voli internazionali sono stati spostati nel Terminal Nazionale dell'aeroporto di Omsk.

## Servizi
Le strutture dell'aeroporto di Omsk comprendono:
- Biglietteria con sportello
- Capolinea autolinee, taxi
- Bar e fast food
- Ristorante
- Polizia di frontiera
- Dogana
- Ambulatorio medico e veterinario
- Banca e cambiavalute
- Edicola
- Servizi Igienici